# Lejeunea schusteri
Lejeunea schusteri là một loài Rêu trong họ Lejeuneaceae. Loài này được Grolle mô tả khoa học đầu tiên năm 2001.